# Джулія Гнусе
Джулія Гнусе (англ. Julia Gnuse; 1955-2016) — американка, за версією Книги рекордів Гіннеса — найтатуйованіша жінка на Землі. У неї було прізвисько «Ілюстрована леді» (The Illustrated Lady); 95 відсотків шкіри, включаючи обличчя, було покрито татуюваннями.

## Біографія
Народилася в 1959 році в місті Флінт, штат Мічиган. Мешкала в містечку Футгілл-Ранч, Лейк-Форест, штат Каліфорнія. Джулія хворіла на порфірію — спадкове захворювання, пов'язане з порушенням пігментного обміну. На сонячному світлі шкіра Джулії покривалося пухирцями і виразками, які залишали після себе шрами. Щоб хоч якось замаскувати шрами, вона зробила кілька татуювань. Хоча татуювання не рятували її від нових проявів фотодерматозу, з маскуванням вони справляються зовсім непогано. Існують ліки, здатні полегшувати стан таких хворих, але Джулія не приймала їх через ризик сліпоти. Всі малюнки робив один і той же художник-татуювальник. Загалом на тілі Джулії було близько 400 татуювань.